# Enarmonía
La enarmonía en música es el nombre que se aplica a la relación entre dos o más sonidos que, a pesar de poseer distintos nombres, se aproximan en su entonación, resultando casi idéntica en la afinación temperada, como la de los instrumentos de teclado modernos. 
Por ejemplo, dos notas que se llamen de distinta manera pueden, a veces, coincidir en la misma tecla de un piano, en el mismo traste de una guitarra, o en la misma combinación de llaves de una flauta traversa. A esta coincidencia se le llama enarmonía, y resulta en una afinación idéntica. En otros sistemas de afinación, veremos que hay diferencias sutiles entre sonidos enarmónicos, pero en afinación temperada no existen esas diferencias.

## Causas
La causa de la existencia de enarmonías es, principalmente, la existencia de las alteraciones.
Al poder subir o bajar uno o más semitonos gracias a las alteraciones, muchas veces obtenemos como consecuencia el mismo resultado, aunque mediante el empleo de distintas alteraciones.
Esto significa que si se subiera un semitono un sonido natural empleando un sostenido, el producto equivaldría a bajar un semitono el siguiente sonido natural mediante un bemol.
De este mismo modo, se forman otras relaciones enarmónicas aplicando el doble bemol y el doble sostenido.

## Enumeración
A continuación, se enumeran los enarmónicos más comunes (los únicos posibles si se prescinde de más de dos alteraciones):
- do, si♯, re
- do♯, si, re♭
- re, do, mi
- re♯, mi♭, fa
- mi, re, fa♭
- fa, mi♯, sol
- fa♯, mi, sol♭
- sol, fa, la
- sol♯, la♭
- la, sol, si
- la♯, si♭, do
- si, la, do♭

## Relación entre enarmonía y tonalidades
Es incorrecto afirmar que los sonidos enarmónicos son iguales. No solo porque posean distintas nominaciones, sino que además se debe a que el nombre del sonido varía de acuerdo a la tonalidad en que se encuentren escritos.
Esto significa que si se utiliza una tonalidad de sol mayor (posee fa♯ en la armadura de clave), todos los fa deberán ser subidos un semitono. Así, el nombre que recibirán estos sonidos es el de fa sostenido, y no el de sol bemol u otro enarmónico.
Cabe aclarar que en la mayoría de las piezas de música se usan alteraciones accidentales para cambiar de forma constante la tonalidad establecida para evitar la monotonía. Esto representa que, aunque la tonalidad de una pieza de música fuera sol mayor y todos los fa fueran sostenidos, puede emplearse el sol bemol u otro enarmónico para referirse a este sonido, pero con esta acción estaríamos cambiando la tonalidad.
Además, se debe añadir que las enarmonías son, en realidad, una convención creada por el sistema tradicional de afinación europeo, que es el sistema temperado, en el que la escala está formada por 12 sonidos a distancia de semitono; pero en otros sistemas de afinación, encontramos que por ejemplo un re sostenido y un mi bemol no son el mismo sonido, pues el primero queda un poco por encima del segundo (y el segundo un poco por debajo). Esto resulta de gran importancia por el hecho que los intérpretes de música que use otros sistemas - como música antigua o nuevas músicas, entre otros - realizarán estos sonidos de la forma en que se lo exija el sistema alternativo, ya sea con un instrumento de afinación libre (como la voz y algunos instrumentos de viento y cuerda) o cambiando la afinación, y si el instrumento lo permite (como en ciertas guitarras y en laúdes) la recolocación de los trastes. Adentrarse más en este tema entraría ya dentro del campo de la acústica. Para más información sobre este fenómeno, véase escala de Aristógenes-Zarlino-de los físicos.

## Intervalos absurdos y segunda disminuida
Como consecuencia de la enarmonía, se producen otras relaciones entre sonidos tales como el intervalo absurdo y la segunda disminuida.
Un intervalo absurdo es aquel intervalo que es ascendente por su nombre y notación pero es descendente en cuanto a su entonación o viceversa. Por ejemplo, do♯, re es ascendente por su nombre y escritura (exceptuando las alteraciones, re es más agudo que do). Sin embargo, re es más grave que do♯ por su entonación, por lo que el intervalo es descendente.
Este tipo de intervalos son consecuentes de la enarmonía ya que do♯, re puede expresarse también como do♯ -- do natural. En este último caso, el intervalo deja de ser absurdo porque es descendente tanto en nombre y escritura como en entonación.
Los intervalos disminuidos son aquellos intervalos conformados por dos sonidos, de los cuales, el segundo posee dos semitonos cromáticos menos que el intervalo mayor de su mismo nombre, uno menos si es justo (eg: do, mi sería una tercera disminuida, que con la afinación del temperamento igual sería enarmónica de la segunda mayor do, re). Esto significa que, para el caso de las segundas, todas las segundas disminuidas son la expresión enarmónica de un unísono. Por ejemplo, do -- re es un intervalo de segunda disminuida porque el intervalo de segunda mayor de do es do -- re, convirtiéndose en do -- re al bajar dos semitonos cromáticos. Si bien, por su nombre y escritura es un intervalo de segunda disminuida, en entonación son el mismo sonido. Esto significa que do -- re es equivalente a do -- do ya que do y re son enarmónicos.